# Panaspis quattuordigitata
Panaspis quattuordigitata är en ödleart som beskrevs av  Richard Sternfeld 1912. Panaspis quattuordigitata ingår i släktet Panaspis och familjen skinkar. IUCN kategoriserar arten globalt som otillräckligt studerad.
Artens utbredningsområde är Kongo-Kinshasa. Inga underarter finns listade i Catalogue of Life.